# جانو روزبياني
جانو روزبياني (بالكردية: Cano Rojbeyanî‏) مخرج أفلام كردي من بلدة زمار في كردستان العراق، فاز بالعديد من الجوائز الدولية ومدرج ضمن أفضل 35 مخرجا عالميا في كتاب "Cineaste Uit De Schaduw" (صانعو الأفلام من الظل) للمصور البلجيكي الشهير كريس دي وايت.

## أبرز أعماله
- Dance of the Pendulum – 1995
- Jiyan – 2002
- مقابر صدام الجماعية (وثائقي) - 2003
- أنفال علي كيمياوي (فيلم وثائقي) - 2004
- Radyo Qelat (مسلسل) – 2007
- شابلن الجبال - 2013
- شمعة، شمعتان - 2014
- بيت الأمل (مسلسل تلفزيوني تجريبي) - 2014
- The 100-Day Promise (فيلم وثائقي) - 2015

## الجوائز
- تم ترشيحه - جائزة النمر - مهرجان روتردام السينمائي الدولي - 2002[2]
- الفائز - جائزة لجنة التحكيم الخاصة - معرض المخرج الجديد، مهرجان سياتل السينمائي الدولي - 2002
- الفائز - أفضل فيلم - مهرجان فيسترويا السينمائي الدولي، سيتوبال، البرتغال - 2002
- تنويه خاص - في جائزة روح الحرية - مهرجان القدس السينمائي الدولي التاسع عشر - 2002
- الفائز - أفضل فيلم - مهرجان حقوق حقوق الفيلم، مودينا، إيطاليا - 2003 تنويه خاص - في جائزة روح الحرية - مهرجان القدس السينمائي الدولي التاسع عشر - 2002

## روابط خارجية
- جانو روزبياني على موقع IMDb (الإنجليزية)
- جانو روزبياني على موقع أول موفي (الإنجليزية)
- جانو روزبياني على موقع قاعدة بيانات الفيلم (الإنجليزية)
- جانو روزبياني على موقع كينوبويسك (الروسية)